# Nobuyuki Fukumoto
Pour les articles homonymes, voir Fukumoto.
福本伸行
Œuvres principales
Première œuvre : Ten (manga)
Autres ouvrages :
- Kaiji
- Akagi

Nobuyuki Fukumoto (福本 伸行, Fukumoto Nobuyuki) est un auteur de manga Japonais qui s'est notamment fait connaitre pour ses œuvres sur les paris et l'univers mafieux ainsi que pour son style de dessin très particulier.
Ses mangas les plus connus sont Akagi et surtout Kaiji pour lequel il remporta en 1998 le Prix du manga Kōdansha.

## Œuvre
- 1977 : Otoko no Kaze (男の風?)
- 1980 : Yoroshiku Junjo Daishou (よろしく純情大将?)
- 1980 : Attate Kudakero! (当たってくだけろ!?)
- 1980 : Amari-chan (あまりちゃん?)
- 1982 : Ikenai Kacchan Love Story (いけないカッちゃんラブストーリー?)
- 1983 : Wani no Hatsukoi (ワニの初恋?)
- 1986 : Miagereba Tsuutenkaku (見上げれば通天閣?)
- 1988–1989 : Harukaze ni Youkoso (春風にようこそ?)
- 1989–2002 : Ten - Tenhōdōri No Kaidanji (天 - 天和通りの快男児?)
- 1990 : Atsuize Tenma! (熱いぜ天馬!?)
- 1990 : Ginyanma (銀ヤンマ?)
- 1990–1991 : Burai na Kaze Tetsu (無頼な風 鉄?)
- 1991–2018 : Akagi - Yami ni Oritatta Tensai (アカギ 〜闇に降り立った天才〜?)
- 1992–1996 : Gin to Kin (銀と金?)
- 1995 : Atsuize Pen-chan (熱いぜ辺ちゃん?)
- 1996 : Shinjitsu no Otoko - Kaian Kichinichi Shintaro (真実の男 大安吉日真太郎?)
- 1996–1999 : Tobaku Mokushiroku Kaiji (賭博黙示録カイジ?)
  - 2000–2004 : Tobaku Hakairoku Kaiji (賭博破戒録カイジ?)[2]
  - 2004–2008 : Tobaku Datenroku Kaiji (賭博堕天録カイジ?)
  - 2009–2013 : Tobaku Datenroku Kaiji - Kazuya-hen (賭博堕天録カイジ 和也編?)
  - 2013–2017 : Tobaku Datenroku Kaiji - One Poker-hen (賭博堕天録カイジ ワン・ポーカー編?)
  - 2017– en cours : Tobaku Datenroku Kaiji - 24-Oku Dasshutsu-hen (賭博堕天録カイジ 24億脱出編?)
- 1998 : Ano Hito no Toranpetto - Fukumoto Nobuyuki Jisen Tanpenshuu 1 (あの人のトランペット 福本伸行自撰短編集 1?)
- 1999 : Hoshi Furu Yoru Ni - Fukumoto Nobuyuki Jisen Tanpenshuu 2 (星降る夜に 福本伸行自撰短編集 2 (?)
- 1999 : Mae e…!! - Fukumoto Nobuyuki Jisen Tanpenshuu 3 (前へ…!! 福本伸行自撰短編集 3?)
- 1999 : RUDE（Akutare）39 (RUDE（あくたれ）39?)
- 2000–2001 : Buraiden Gai (無頼伝　涯?)
- 2003–2006 : Saikyō Densetsu Kurosawa (最強伝説黒沢?)
  - 2013–2020 : Shin Kurosawa - Saikyō Densetsu (新黒沢 最強伝説?)
- 2007–2009 : Tobaku Haōden Zero (賭博覇王伝 零?)
  - 2011–2013 : Tobaku Haōden Zero - Gyanki-hen (賭博覇王伝 零 ギャン鬼編?)
- 2019–en cours : Yamima no Mamiya (闇麻のマミヤ?)

En coopération avec Kaiji Kawaguchi (dessin)
- 1999 : Seizon LifE (生存 LifE?)
- 2001 : Kokuhaku CONFESSION (告白 CONFESSION?)

En coopération avec Keiichirō Hara (scénario)
- 2008–2012 : Washizu - Enma No Tōhai (ワシズ　閻魔の闘牌?)
  - 2012–2014 : Washizu Tenka Sōsei Tōhairoku (ワシズ　天下創世闘牌録?)

En coopération avec Jirō Maeda (scénario et dessin)
- 2009–2021 : HERO Akagi no Ishi o Tsugu Otoko (HERO アカギの遺志を継ぐ男?)

En coopération avec Tensei Hagiwara (scénario), Tomohiro Hashimoto et Tomoki Miyoshi (dessin)
- 2015–2020 : Chūkan Kanriroku Tonegawa (中間管理録トネガワ?)

En coopération avec Tensei Hagiwara (scénario), Motomu Uehara et Kazuya Arai (dessin)
- 2017–en cours : 1-nichi Gaishutsuroku Hanchō (1日外出録ハンチョウ?)

En coopération avec Kenji Yokoi (scénario), Motomu Uehara et Kazuya Arai (dessin)
- 2017–en cours : Saitsuyo Densetsu Nakane (最強伝説 仲根?)

En coopération avec Tensei Hagiwara (scénario), Tomoki Miyoshi et Yoshiaki Seto (dessin)
- 2021–en cours : Jōkyō Seikatsuroku Ichijō (上京生活録イチジョウ?)

Divers
- 2011 : Akagi "Zawa..." "Zawa..." Anthology (アカギ　ざわ・・ざわ・・アンソロジー, Akagi Zawa... Zawa... Ansorojī?)
- 2014 : Gōhō to Itte Urareteiru Yakubutsu no, Hontō no Kowasa o Shitteimasu ka? (合法といって売られている薬物の、本当の怖さを知っていますか？?) (dans le cadre de la campagne anti-drogue du gouvernement japonais)
- 2014 : Kōshiki Ekkyōden Fukumoto ALL STARS (公式越境伝 福本ALL STARS?) (écrit et dessiné par Chiromaru)

### Anecdotes
- Il a fait un caméo dans l'adaptation cinématographique de Kaiji.

## Sources